# Jaroslav Poledník
Pplk. ing. Jaroslav Poledník (31. ledna 1920 Líšeň – 23. října 1941 Cardiganský záliv) byl československý palubní střelec 311. československé bombardovací perutě RAF a oběť druhé světové války.

## Život

### Před druhou světovou válkou
Jaroslav Poledník se narodil 31. ledna 1920 v Líšni, od roku 1944 městské části Brna, v rodině dělníka Josefa Poledníka a Marie rozené Bezděkové. Vystudoval německou státní reálku v Brně, kde v roce 1939 také maturoval. Nastoupil studium architektury na Vysoké škole technické doktora Edvarda Beneše v Brně, tu ale v důsledku níže uvedených událostí nedokončil.

### Druhá světová válka
Po německé okupaci v březnu 1939 a uzavření českých vysokých škol odešel Jaroslav Poledník do zahraničí. Dospěl do Velké Británie, kde vstoupil do Royal Air Force a byl zařazen do 311. československé bombardovací perutě jako palubní střelec. Ta měla v té době základnu v East Wrethamu. Dne 23. října 1941 vzlétl ke cvičnému letu na stroji Vickers Wellington T2624. Stroj se z letu nad Cardiganským zálivem nevrátil a ani nevyslal žádnou zprávu. Jeho osudy se nikdy nepodařilo vysvětlit. O týden později vyplavilo moře tělo navigátora Františka Dittricha, těla Jaroslava Poledníka, kapitána letadla Karla Hurta, druhého pilota Jaroslava Rolence a radiotelegrafisty Otakara Janůje nebyla nikdy nalezena.

## Posmrtná ocenění
- V roce 1947 udělilo Vysoké učení technické v Brně Jaroslavu Poledníkovi in memoriam titul ing.
- V roce 1948 byla po Jaroslavu Poledníkovi pojmenována jedna z ulic v jeho rodné Líšni
- Jaroslav Poledník byl v roce 1991 in memoriam povýšen do hodnosti podplukovníka